# Impatiens tienmushanica
Impatiens tienmushanica är en balsaminväxtart som beskrevs av Yi Ling Chen. Impatiens tienmushanica ingår i släktet balsaminer, och familjen balsaminväxter. Utöver nominatformen finns också underarten I. t. longicalcarata.